# Terrier de chasse allemand
Le jagdterrier ou terrier de chasse allemand est une race de chiens qui a été reconnue officiellement en 1968 par la Fédération cynologique internationale qui le répertorie dans le groupe 3, section 1, standard no 103.

## Description
Les jadgterriers sont de petits chiens de chasse ne dépassant pas les 40 cm autant pour les mâles que pour les femelles, bien proportionnés, le plus souvent noir et feu avec parfois quelques marques blanches. Leur poil est dur, court ou frisé et leur museau est allongé. Ils sont aussi dotés d'une denture très solide et importante.

## Histoire
Le deutscher jagdterrier est une race créée au début du XXe siècle par les forestiers allemands qui désiraient obtenir un petit chien polyvalent capable de rivaliser avec les meilleurs terriers britanniques.
Après quelques années, l'aspect général de la race a été fixé grâce à des croisements de fox-terrier, de welsh-terrier et de old england terrier avec un apport de sang de pinscher et de teckel.
Le jagdterrier est exclusivement utilisé pour la chasse, il a une vocation de travail, il quête, broussaille, mène à voix, rapporte, déterre, recherche au sang.
Ce tempérament de terrier, apparemment têtu et agressif à la chasse, est compensé par de nombreuses qualités à la maison.

## Caractère
Grand chasseur, il a un caractère volontaire, courageux, combatif et sportif.
Sa vivacité, son petit format et ses aptitudes naturelles en font un chien complet pour la chasse et surtout pas un animal de salon. Son habitat adéquat est la campagne. 
Si ce chien n'a pas vocation à devenir un chien de compagnie, il est un compagnon idéal pour les enfants, il est digne de confiance, d'un naturel très joueur, très affectueux, très sociable et obéissant.
Il faut néanmoins souligner que le jagdterrier est doté d'un fort caractère et d'une vitalité sans borne. Il ne pardonnera pas les faiblesses d'un maître trop clément ni la brutalité d'un maître cherchant un rapport de force. L'éducation positive fonctionne très bien. Au contraire, une éducation laxiste le rendra ingérable et une éducation coercitive le rendra craintif, agressif ou absent.
Le jagdterrier devra être sociabilisé très tôt et de manière adéquate, en effet il a tendance à être agressif envers les autres chiens et ce n'est pas la taille de son adversaire qui le découragera, il est difficilement impressionnable. En ce qui concerne les autres animaux de la maison, il faudra le mettre très tôt en contact avec eux afin que la cohabitation se déroule correctement. D'autre part s'il déborde d'affection pour ses maîtres, il est méfiant envers les personnes étrangères et malgré son petit gabarit, c'est un très bon gardien.

## Soins et santé
C'est un chien d'une très grande résistance physique, il est rustique et rarement malade.
Il ne souffre d'aucune pathologie particulière, même si certains sujets peuvent avoir une faiblesse au niveau des reins.
À noter également que s'il est naturellement robuste, son caractère casse-cou peut l'amener à se blesser. 
Le jadgterrier en tant qu'animal robuste ne nécessite pas une alimentation spéciale mais celle-ci doit être adaptée à son activité physique.

## Voir aussi

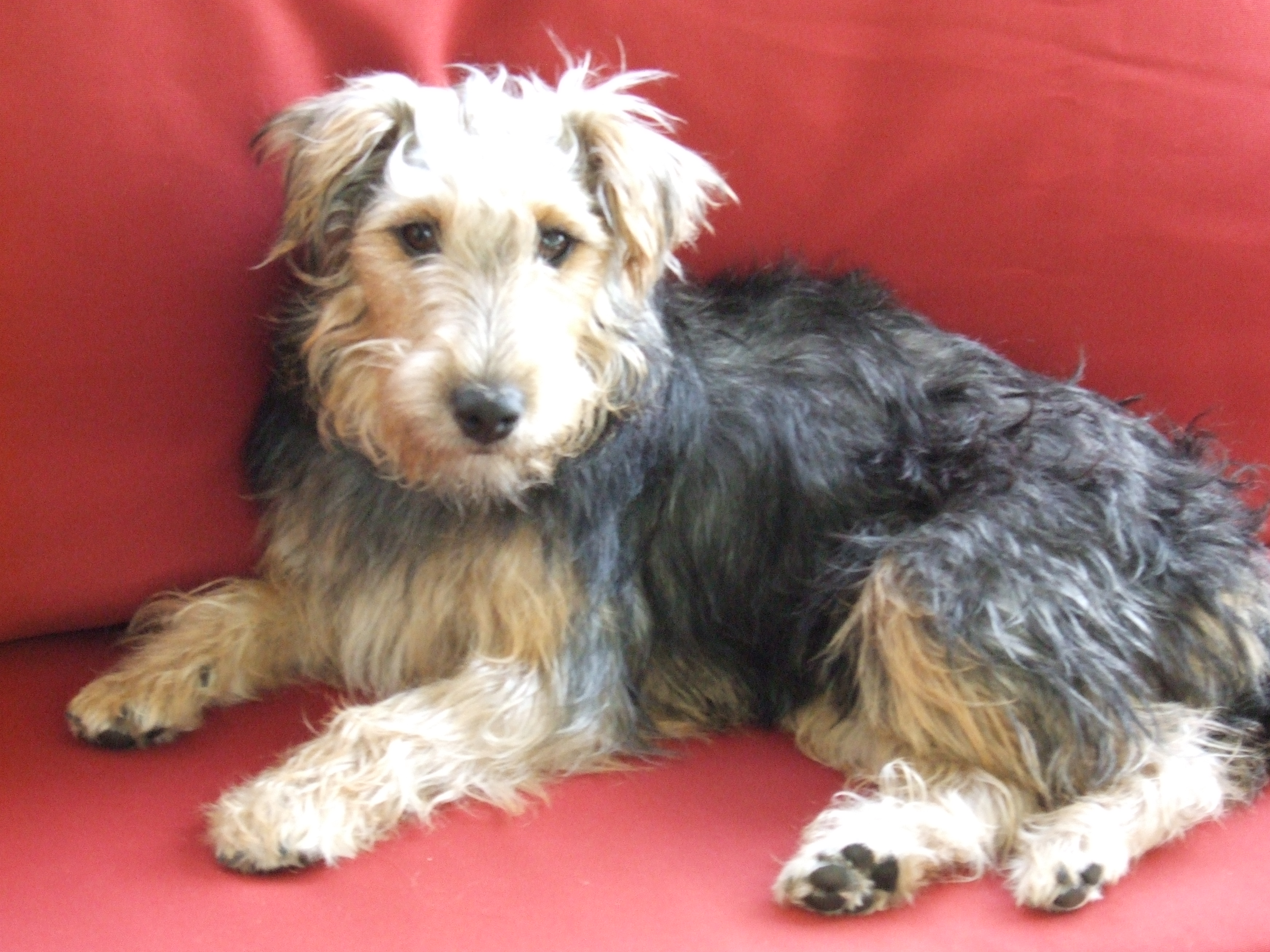
Jagdterrier femelle.